# Alessandro Maffei
Alessandro Scipione, marquis von Maffei (3 octobre 1662 à Vérone, Italie – 15 janvier 1730 à Munich, Allemagne) est un général d'infanterie de l'armée bavaroise.

## Biographie
Alessandro Scipione naît le 3 octobre 1662 à Vérone en Italie. Après être entré dans l'armée bavaroise en 1683, il est blessé lors du siège de Mongatz en 1687. Il participe à la libération de la Hongrie en 1688, contrôlée par les Turcs. Il est promu colonel en 1696.
Pendant la guerre de Succession d'Espagne, il sert en tant que commandant en second à la bataille de Schellenberg en 1704. Il mène ensuite, en 1706, une brigade à la bataille de Ramillies contre les forces alliées commandées par le duc de Marlborough. Après avoir été capturé, il participe à des négociations pour la paix, qui échouent. 
En 1717, il participe à la victoire contre les Turcs lors du siège de Belgrade pendant la guerre vénéto-austro-ottomane. Il sera promu au rang de Feldmarchall de Bavière (bayerisch Feldmarchall). 
Il meurt le 15 janvier 1730 à Munich en Allemagne.
C'est le frère de l'écrivain et archéologue Francesco Scipione Maffei. La famille Maffei est issue d'une vieille famille germanique dont l'existence remonte au VIIIe siècle. Le nom de famille « von Maffei », « De Maffei » ou « Maffei » est un patronyme dérivé du nom germain « Matthäus ».